# (3885) Bogorodskij
(3885) Bogorodskij est un astéroïde de la ceinture principale.

## Description
(3885) Bogorodskij est un astéroïde de la ceinture principale. Il fut découvert le 25 avril 1979 à Naoutchnyï par Nikolaï Tchernykh. Il présente une orbite caractérisée par un demi-grand axe de 2,75 UA, une excentricité de 0,07 et une inclinaison de 5,3° par rapport à l'écliptique.

## Compléments